# Stanisława Dembowska
Stanisława Wiktoria Dembowska, z domu Swinarska (ur. 6 czerwca 1891 w Moskwie, zm. 16 stycznia 1962 w Warszawie) – polska uczona, biolog, profesor Instytutu Biologii Doświadczalnej im. Nenckiego.

## Życiorys
Była córką Aleksandra Swinarskiego (inżyniera technologa) i Nadziei z Włodzimirskich. Uczęszczała do szkoły średniej w Moskwie, w 1916 ukończyła Wydział Fizyczno-Matematyczny Wyższych Kursów Żeńskich w Moskwie (ze specjalnością zoologia). Pracowała jako nauczycielka szkół średnich, w 1918 przeniosła się do Warszawy. W Instytucie Biologii Doświadczalnej im. Nenckiego była laborantką, następnie młodszym asystentem (1922) i starszym asystentem (1927). W 1918 wyszła za mąż za Jana Dembowskiego, również zoologa pracującego w Instytucie Biologii Doświadczalnej. Wraz z mężem przebywała przez rok w zagranicznych stacjach badawczych, m.in. w Neapolu. Jako docent prowadziła zajęcia w Wolnej Wszechnicy Polskiej w Warszawie.
W 1934 przeniosła się z mężem do Wilna i podjęła pracę w Zakładzie Biologii Uniwersytetu Wileńskiego. Lata 1944-1947 spędziła w Moskwie, gdzie mąż działał w Związku Patriotów Polskich. Po powrocie do Polski ponownie pracowała w Instytucie Biologii Doświadczalnej im. Nenckiego; habilitowała się na Uniwersytecie Łódzkim, w 1949 prowadziła na tej uczelni wykłady z biologii. W 1954 otrzymała tytuł profesora nadzwyczajnego.
W pracy naukowej zajmowała się morfofizjologią pierwotniaków oraz etologią bezkręgowców. Była także popularyzatorką biologii.
Została pochowana na cmentarzu Powązki Wojskowe w Warszawie w Alei Zasłużonych (kwatera 26A-tuje-6).

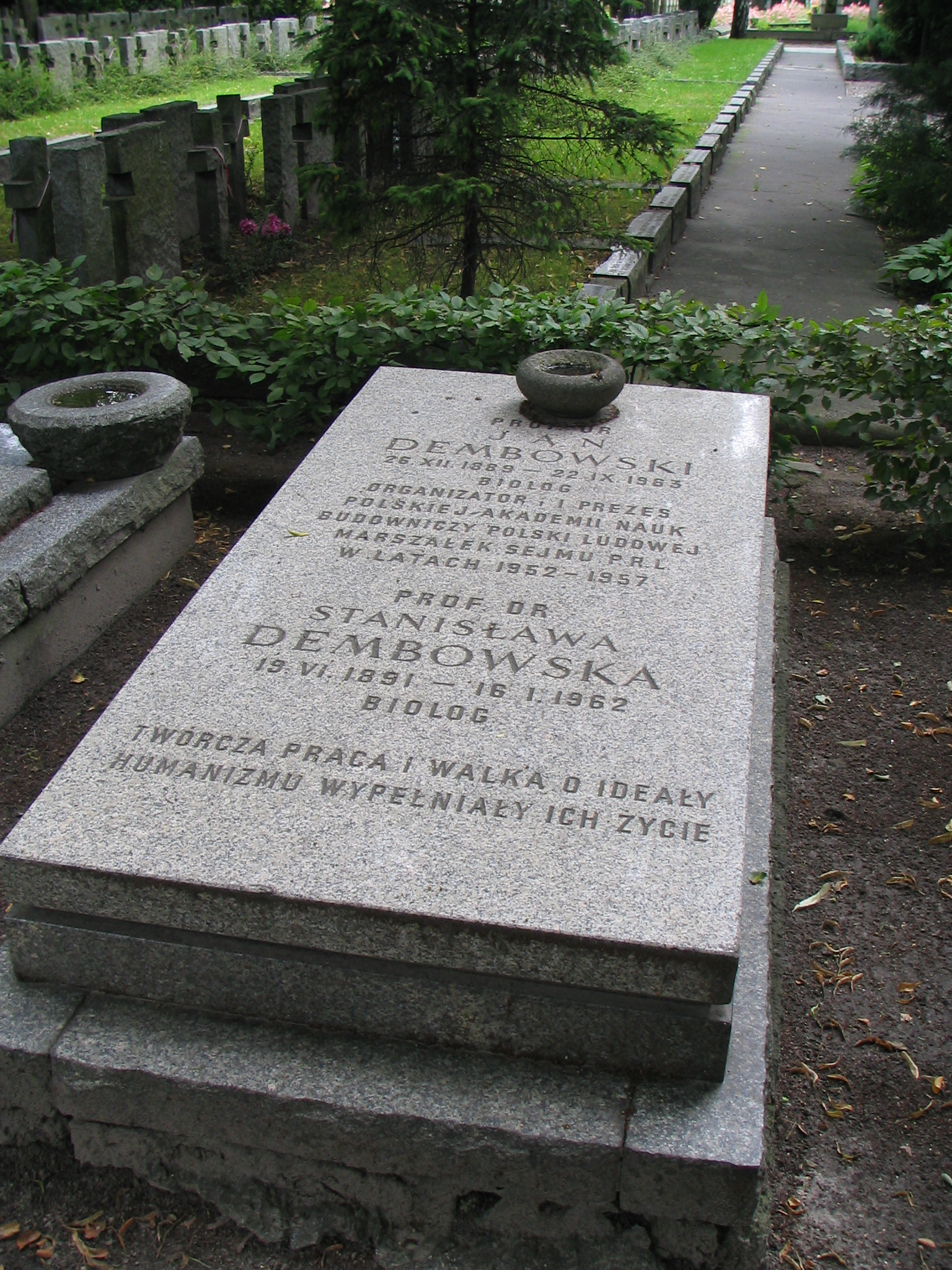
Nagronek Jana i Stanisławy Dembowskich